# 有機合成薬品工業
有機合成薬品工業株式会社（ゆうきごうせいやくひんこうぎょう）は、東京都中央区に本社を置く日本の化学品メーカーである。

## 沿革[1]
- 1947年11月 - たばこ香料の生産を目的として、東京都中央区日本橋兜町において有機合成工業株式会社を創立。
- 1948年12月 - 本社を板橋区志村前野町に移転
- 1949年3月 - 前野工場稼動開始（昭和48年９月、常磐工場に移設）
- 1956年2月 - 蓮根工場稼動開始（現 東京研究所）
- 1961年8月 - 本社を中央区京橋に移転
- 1962年7月 - 有機合成薬品工業株式会社に改称。
- 1962年10月 - 東京証券取引所市場第二部に株式を上場
- 1964年10月 - 常磐工場稼動開始
- 1972年12月 - 東京研究所完成
- 1991年6月 - 本社を千代田区平河町に移転
- 1995年6月 - 本社を東京都中央区日本橋人形町に移転
- 2004年9月 - 東京証券取引所市場第一部銘柄指定。

## 関連会社
- ユーキテクノサービス